# Пісня про зруйнування Січі
Зруйнування Січі
На Зелені свята 1775 за наказом Потьомкіна генерал Петро Текелі зайняв Січ. Запорожцям був прочитаний указ Катерини про знищення назавжди Січі. Про це розповідає історична пісня.
Пісню наведено за текстом Аполлона Скальковського (українською мовою латинським шрифтом та в перекладі на польську) в книзі Михайла Гліщинського "Znaczenie i wewnętrzne życie Zaporoża ...", виданій 1852 у Варшаві.

## Текст пісні
Ой із за зеленого гаю
Червоноє сонечко зішло ,
Ой із руского краю
Велике військо стоїть .
Червоне сонечко,
Вже високо стоїть,
Дивився Батько в оконечко,
Тай каже : "дітки ,що будем робить?
Ось перед намі
Ненькине військо стоїть
Отец мабудь за намі
Щоб йшли Татар, як саранчу, гонить".
Ой Батьку, щось воно не те,
Чого сі гармати в горло Січу стаять?
Треба Батьку узріти,
Чого они од нас хотять.
Ой! провідали Запорозци,
Що Нечоса Текелу послав,
Щоб нас і Кошового,
І всю славну Січ атаковав.
Як діти будем єго встричати .
Чи хлібом і солею ,
Чи війну обявляти ,
Чи іти до него доброю волею .
Одні кажут : не дамо за спасибі Січу ,
Другі кажут : мир лутше всього ,
А ці : нехай нам випалят очи ,
Тай помрем один за другого .
Ніколи ж того не буде ,
Щоб ми отдали Січ даром ;
Пока ще світа сонця ,
Будем биться з козацьким запасом !
Бога бійтеся діти ,
Каже пан отець архімандрит ,
Що ви хочете робити ,
Прокляття буде із ріду в рід .
Ви діти Християни ,
І підимаєте на брата руки ,
Не робите в серцу своїм рани ,
Бо за те будет вам великі муки .
От вам хрест божий ,
На єго надійтеся ,
І совіт мій здається гожий ,
І ні в чем діти не журітеся .
Ну пан отче по твоєму нехай !
Послухаємо тебе Запорозци ,
Бери Петре хліб да сіль ,
І ходім до Текели в гості .
Ну Батьку ! господи допоможи ,
І дай нам добрий час ,
Хліб Батьку положи
І спершу  говори за нас .
Бо війною Батьку нічего не учинім ,
Треба доброю волею ;
Ходім на поклон вхилім ,
Та і начнем за діло говорити .
Хліб ,сіль Текелі прийняв ,
І начав нас угощати ,
І як добре підгуляв ,
Та став і до себе прохати .
Ой ! наш Петро Кошовий .
Має звичай свій !
Пішов  генерала завивати ,
До себе обіда козацького уживати .
Зів Текелі обід бурлацький ,
Та усе смаковав ,
А після по козацьки ,
Віном ,мідом запівав .
Ой ! пішов Текелі в свою палатку ,
Тай начав мірковати ,
Як єму поступіти для початку ,
І як єму нашу Січ атаковати .
Уже всі наші паланкі ,
В Текеливих руках ,
Уже всі єго палатки ,
В наших січах !
Ой ! прочитав Текелі папір ,
Кошовому ,пісареві від Цариці ,
Треба нам їхати в двір ,
Аж у двір столиці !....
Ой ! почали Козаки думать та гадать ,
Як би Текелу в шору убрать ,
А далі до Текелі пристали ,
Щоб дав білет і велів роботу шукать .
Ой ! рушили Запорожци
До Лами на заробітки ,
Заківалі пятами сіроми ,
Тилько брацьом дали звістки !
Текелі після хоть охладився ,
Запорозцив поминай як звали !
Ой бідний зажурився ,
Що в шори єго убрали .
Ой ! жите наше минулося ,
Жите бурлацькоє !
Коли б оно вернулося ,
Славне жите козацкоє !
Гей ! братці , возміте в руки
Пісочку , та і посійте ;
Ой! тоди оно вернется ,
Як сей пісочок зійде !